# Deutsch Imre (hegedűművész)
Deutsch Imre vagy Emery Deutsch (Budapest, 1906. szeptember 10. – Miami, 1997. április 16.) hegedűművész.

## Élete
Magyarországi zsidó családjával 1913-ban az első világháború viszontagságai elől az Amerikai Egyesült Államokba emigrált. Clevelandben telepedtek le. Ide köti az első hegedűvel kapcsolatos élménye is: meglátott egy hangszert egy kirakatban nyolc dollárért, és könyörgött az édesanyjának, hogy vásárolja meg neki. A szegény családnak nagy anyagi megterhelést jelentett ez az akkoriban nem kis összeg, de mégis összegyűjtötték valahogy a rávalót.
Autodidakta módon kezdett hegedülni, később azonban a New York-i Juilliard School a szárnyai alá vette. Így tehát Amerika egyik legjobb zeneiskolájában tanulhatott. Később feleségül vette az intézmény igazgatójának a lányát. Két fiuk született, de egyikük sem foglalkozott hivatásszerűen zenével.
Korának egyik legnagyobb hegedűművésze volt, egy valódi Stradivarius-hangszeren játszott, de volt neki egy 1728-ban készített Gagliano-darabja is. Fellépett a Carnegie Hallban, többek között játszott az angol királynőnek és a spanyol királynak is. Élete során körülbelül huszonötezer fellépése volt, számtalan felvételt készített a  CBS, azaz a Columbia Broadcasting System rádióadó részére. Főszereplője volt a clevelandi Night of Budapest in Cleveland magyar báloknak, számtalan hotelben és zenekarban játszott. Otthonosan mozgott a klasszikus zene, a magyar nóták és a cigányzene világában is.
Vasárnaponként Clevelandben Magyar Órát tartott, amikor is magyar cigányzenét játszott az egyik helyi rádióban. 
Ehhez kapcsolódóan híressé vált a műsor szerkesztőjének kanárija is, aki megpróbált versenyre kelni a Maestro játékával, ami az életébe került volna, ha a kalitkáját nem takarják le időben.
Zeneszerző és szövegíró is volt. Leghíresebb műve: When the violin gypsy cry.
Élete végéig magyarnak vallotta magát. Miamiban halt meg, Cleveland híres Lake View Cemetery temetőjének mauzóleumában helyezték örök nyugalomra.